# Vẫn thạch Phụ Khang

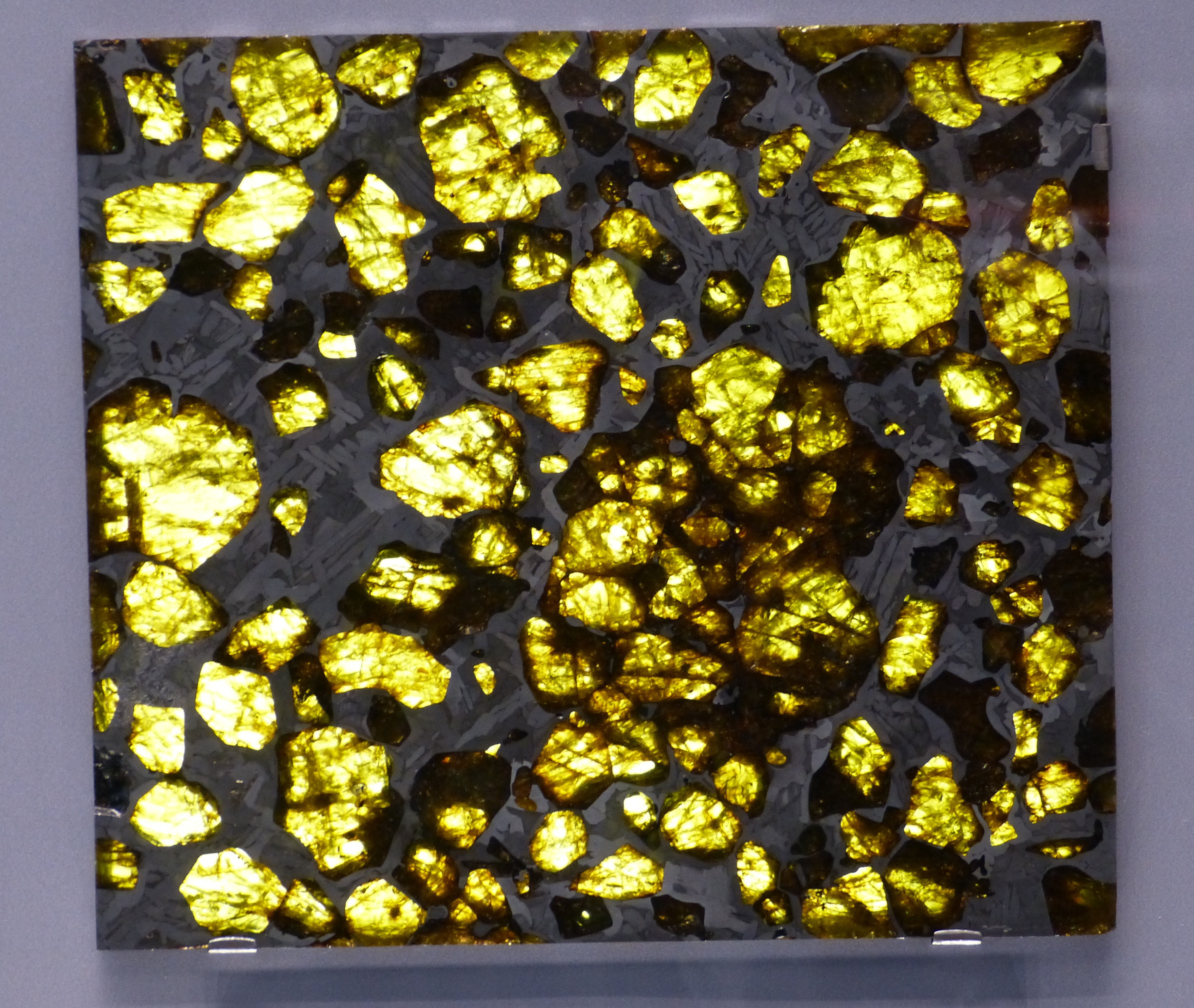
Một phần của vẫn thạch Phụ Khang, Bảo tàng Lịch sử Tự nhiên, Vienna.

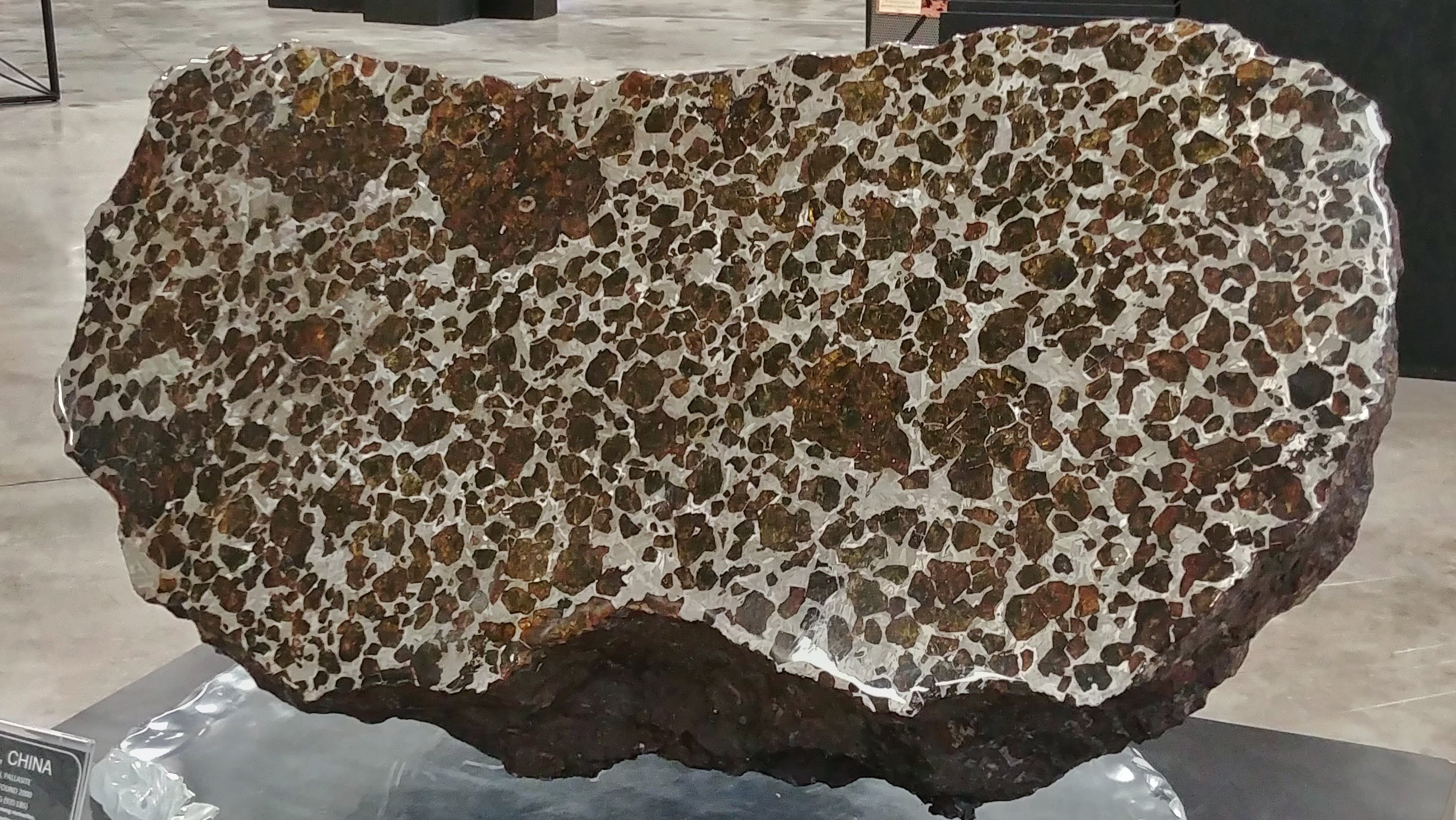
Hình dáng chính, nhìn từ phía cạnh phẳng.

Vẫn thạch Phụ Khang (còn có tên gọi khác ở Việt Nam là Thiên thạch Fukang, tên chính thức là Fukang) là một vẫn thạch được phát hiện vào năm 2000 tại sa mạc Gobi, gần thành phố Phụ Khang, thuộc khu tự trị Tân Cương, Trung Quốc. Nó thuộc về loại thiên thạch sắt-xen-đá thuộc lớp Pallasite, đặc trưng với các mảnh nhỏ tinh thể olivin xem chằng chịt giữa một ma trận sắt-niken. Những mảnh cắt của vẫn thạch này khi được chiếu sáng từ đằng sau, "giống hệt các cửa sổ kính màu thời xa xưa". Vẫn thạch Phụ Khang được cho là hình thành khoảng 4,5 tỷ năm trước – cùng lúc với hệ Mặt Trời. Nó được đánh giá là thiên thể đẹp nhất mà con người từng nhìn thấy.

## Lịch sử
Vào năm 2000, gần Phụ Khang, Trung Quốc, một thương nhân Trung Quốc có được khối vẫn thạch này từ tỉnh Tân Cương, với khối lượng 1003 kg. Ông ta đã tách một phần nhỏ khoảng 20 kg từ vẫn thạch. Vào tháng 2 năm 2005, phần còn lại của vẫn thạch (khoảng 983 kg) được đưa đến trưng bày tại Triển lãm đá quý và khoáng vật Tucson. Dante Lauretta của Đại học Arizona đã trông thấy và sau đó nó được đưa về Trung tâm vẫn thạch Tây Nam thuộc Phòng thí nghiệm Mặt Trăng và các thiên thể của Đại học Arizona ở Tucson, Arizona, Mỹ để nghiên cứu.